# Mel Thompson
Mel Thompson (Inglaterra, 1946) es un profesor y escritor británico. Escribió un libro sobre Filosofía y Ética tanto para estudiantes como para público en general. 

## Trayectoria
Se educó en el King Edward VI School de Chelmsford y en el King's College de Londres donde se graduó en 1969 y consiguió el Premio Shelford de Filosofía de la Religión a la mejor estudiante del curso y el Premio Tinniswood de Ensayo. En 1973, consiguió un Master en Filosofía y en 1979 se doctoró. Trabajó durante unos  años como ministro de la Iglesia de Inglaterra antes de dejar de trabajar en colegios religiosos y como escritor independiente. De 1990 a 1998 fue editor de la lista de Educación Religiosa Hodder Education. 
También fue miembro de la Society of Authors de Londres. Anteriormente había formado parte y sido presidente del Chair of the Educational Writers Group. Se interesó por explorar formas en las que las nuevas tecnologías mejoraran las oportunidades de autopublicación de los escritores. 
Una de sus preocupaciones fue el respeto de los derechos de autor y el pago a los autores cuando se utiliza su trabajo. Thompson fue, entre 2003 y 2010, director no ejecutivo de la Authors Licensing and Collecting Society y también director no ejecutivo y presidente de la Copyright Licensing Agency.   
Participó en un libro de texto de nivel A para Estudios Religiosos AQA, del que es coautor junto con el Dr. John Frye y la Dra. Debbie Herring. Revisó su libro más popular sobre Filosofía, titulado Philosophy for Life, que fue publicado en la serie Teach Yourself en octubre de 2017, cuya sexta edición incluyó una introducción y capítulos que exploran la forma en que la filosofía puede ayudarnos a abordar cuestiones personales y existenciales.
Su primer libro autoeditado Through Mud and Barbed Wire es un relato acerca del impacto de la Primera Guerra Mundial en el pensamiento de dos grandes teólogos, Paul Tillich y Pierre Teilhard de Chardin, que lucharon en bandos opuestos de la misma parte del frente occidental en 1916 y cuyas vidas se transformaron con esta experiencia.  Su libro, Ethics for Life, que es la sexta edición revisada de su libro de ética original para la serie Teach Yourself, se publicó en octubre de 2018. 
Convencido de que algunas cosas son más fáciles de ver que de explicar, Thompson se dedicó a la fotografía y tiene una sección sobre filosofía visual en su sitio web y una serie de galerías. También reconoció la importancia de las raíces personales, se interesó por la historia local y fue voluntario en el Centro de Historia de Little Baddow, donde dirige el sitio web del Centro.

## Publicaciones
Sus numerosas publicaciones incluyen títulos de filosofía publicados por Teach Yourself books (Ética, Filosofía, Filosofía Política, Filosofía de la Religión, Filosofía Oriental, Filosofía de la Mente y Filosofía de la Ciencia) y libros de texto para Estudios Religiosos, incluyendo la serie Ethical Theory, Religion and Science y la serie An Introduction to Philosophy and Ethics in Hodder Education's Access to Philosophy. Publicó The Buddhist Experience en 1993. Contribuyó a la comprensión de la filosofía de Nelson Thornes para el nivel A2, editó un manual de filosofía ilustrado de gran formato titulado World Philosophyl y fue coautora con Nigel Rodgers, de un libro sobre los aspectos menos conocidos de la vida de los filósofos titulado Philosophers Behaving Badly publicado por Peter Owen). Otras publicaciones son Me in Acumen en la serie The Art of Living donde explora temas de identidad personal, Understand Existentialism, del que es coautora con Nigel Rodgers, The Philosopher's Beach Book, publicado por Hodder Education en 2012, donde hace una presentación de 35 cuestiones filosóficas, también participó en The Religions Book publicado por DK.
En otoño de 2017 publicó Philosophy for Life, la sexta edición de su introducción a la filosofía originalmente publicada en 1994 como Teach Yourself Philosophy, pero en este caso ampliamente revisada, y un libro de texto básico para Estudios Religiosos AQA, en coautoría con John Frye y Debbie Herring y su autoedición Through Mud and Barbed Wire sobre el impacto de la Primera Guerra Mundial en el pensamiento de dos de los pensadores religiosos más importantes del siglo XX: Paul Tillich y Teilhard de Chardin. Su libro más reciente, titulado Ethics for Life, fue publicado por John Murray Education en la serie Teach Yourself en octubre de 2018. 
Las versiones en inglés de sus libros han vendido más de medio millón de ejemplares y han sido traducidas a otros 14 idiomas.